# Giovanni Comini
Giovanni Comini, detto Gianni (Brescia, 27 ottobre 1906 – Cellatica, 2002), è stato un politico italiano.

## Biografia
Convinto sostenitore del fascismo, Giovanni Comini si formò al G.U.F. e fece una rapida carriera nelle organizzazioni giovanili del Partito Nazionale Fascista divenendo dapprima vice-podestà di Brescia nel 1929 e in seguito segretario federale del PNF della città il 12 aprile 1935, alla giovane età di ventotto anni.
Durante il suo mandato da federale, Comini venne incaricato dal segretario Achille Starace di rimanere a stretto contatto e sorvegliare attentamente il poeta Gabriele D'Annunzio, che suscitava le preoccupazioni di Benito Mussolini. Nei suoi diari si leggono impressioni e dettagliati resoconti del periodo di sorveglianza e dei suoi rapporti con D'Annunzio, e del coinvolgimento dell'OVRA nella faccenda: «Confidenti e delatori di ogni risma. Agenti più o meno segreti. Investigatori professionisti e dilettanti, sagaci e no, ma tutti sempre pronti a vendere pettegolezzi e fandonie al miglior offerente. Se me l'avessero detto un mese fa, mica ci avrei creduto». Al termine del suo compito, con la morte del "Vate" il 1º marzo 1938, Comini scrisse: «La morte di D'Annunzio mi toglie da una grossa preoccupazione».
Il mandato di Comini durò cinque anni, durante i quali ricevette una promozione per meriti eccezionali su proposta dei generali Giovanni Girolamo Romei Longhena e Pietro Maravigna. Nel 1940, dopo avere informato Mussolini sulla contrarietà all'entrata in guerra da parte della popolazione di Brescia, fu sostituito in qualità di federale da Antonio Valli.
Essendo segretario federale del PNF, fu inoltre consigliere nazionale della Camera dei fasci e delle corporazioni per la XXX legislatura, fino a quando fu sostituito da Valli.
Giovanni Comini cedette il proprio fondo fotografico alla Fondazione Luigi Micheletti.

## Nei media
Giovanni Comini è interpretato da Francesco Patanè ne Il cattivo poeta (2021) di Gianluca Jodice, film incentrato sul rapporto tra il federale di Brescia e Gabriele D'Annunzio.